# Международное братство студентов-евангелистов
Сообщество студентов-христиан (сокр. ССХ), Международное братство студентов-евангелистов (англ. International Fellowship of Evangelical Students, сокр. IFES) — межконфессиональная ассоциация 170 евангельских христианских студенческих движений, направленная на распространение Евангелия среди студентов. Штаб-квартира находится в Оксфорде, Англия.
Основано в 1947 году. Представители Австралии, Соединенного Королевства, Канады, Китая, Нидерландов, Норвегии, Франции, Новой Зеландии, Швейцарии и Соединенных Штатов собрались вместе в Бостоне (США), чтобы усилить евангелизацию, ученичество и всемирную миссию среди студентов по всему миру.
Название ССХ распространено в России, Украине и Белоруссии.